# Nadeem Aslam
Nadeem Aslam est un écrivain d'expression anglaise, né le 11 juillet 1966 à Gujranwala (Pakistan). Il vit actuellement à Londres.

## Biographie
Nadeem Aslam, nait en 1966 à Gujranwala, au Pakistan. Il commence sa carrière d'écrivain à 13 ans, lorsqu'une de ses nouvelles en ourdou est publiée dans un journal pakistanais. À l'âge de 14 ans, il émigre en Angleterre avec son père communiste (alors poète et metteur en scène, devenu agent de voirie et ouvrier), fuyant le régime du général Muhammad Zia-ul-Haq pour venir s'établir à Huddersfield, dans le Yorkshire. Il commence des études de biochimie à l'université de Manchester, qu'il abandonne après trois ans pour se consacrer à l'écriture.
Il soumet le manuscrit de son premier roman Season of the Rainbirds à l'éditeur André Deutsch, qui l'accepte immédiatement. Le roman, publié en 1993, est récompensé par deux prix : Author's Club First Novel Award et Betty Trask Award. En 1992, à 26 ans, Nadeem Aslam s'attelle à la rédaction de son second roman, pensant le terminer en deux ans ; il lui en faudra onze. La Cité des amants perdus (titre original : Maps for Lost Lovers) est publié au Royaume-Uni en août 2004 par la maison d'édition Faber & Faber.